# ロッソインデックス
株式会社ロッソインデックス (ROSSO INDEX K.K.) は、かつてインデックス（アトラスブランド）傘下のオンラインゲーム企画・運営、モバイルサイト・ECサイト企画・運営、各種映像・WEBコンテンツ制作などを行っていた企業であった。
2010年1月31日までの旧社名は“ 株式会社ゴンゾロッソ (GONZO Rosso K.K.　これより過去の社名は沿革の項を参照の事)”。かつてのグループ会社であったゴンゾと連携をしながら、オンラインゲームのテレビアニメ化や、アニメ提供各社とのコラボレーションにて、さまざまなキャンペーンを行うなど、精力的なメディアミックス展開を行っていた。
2012年5月に、それまで運営していた全ゲームの運営権を株式会社ウィローエンターテイメントに移譲して活動実態のない状態になっていたが2013年7月31日に解散した。

## 沿革

### ネットゲームセンター(NGC)時代
- 2002年8月 株式会社デジタルアドベンチャーが「ネットゲームセンター(NGC)」プロジェクト説明会を開催
- 2003年10月 MMORPG「ナイトオンライン」のオープンβテストを開始。

### テラ・コーポレーション オンライン事業部時代
- 2004年3月 サービスのリニューアルと称してポータル形式を廃止、各ゲームタイトル毎の個別サービスに切り替わる。(が、ナイトオンラインの管理はテラ・コーポレーションに移り、それ以外のサービスは全て打ち切られたのでネットゲームセンタープロジェクトの事実上の終了とも見える)
- 2004年5月 ナイトオンラインの正式サービスを開始。月額固定料金で、無料体験期間あり。
- 2004年11月 ナイトオンラインの料金体系を基本無料のアイテム課金に変更。

### ワープゲートオンライン時代
- 2005年8月 テラ・コーポレーションのオンライン事業部が独立。株式会社ワープゲートオンライン設立
- 2005年9月 GDHがワープゲートオンラインの株式を100%取得。GDHの完全子会社となる。

### ゴンゾロッソオンライン時代
- 2005年11月 「ワープゲートオンライン」から「ゴンゾロッソオンライン」へ社名変更。ハドソンの運営するオンラインゲーム『Master of Epic -The ResonanceAge Universe-』(以下Master of Epic)での業務提携を発表。2006年春より共同開発。
- 2006年2月 ハドソンより「Master of Epic」の運営移管、月額課金方式から基本無料&アイテム課金方式へ方針転換。
- 2006年2月　『Master of Epic』の個人情報1,373名分を『ナイトオンライン』のパッチサーバー上に暗号化しないままアップロードして流出させる。公開FTPサーバーに個人情報を置いていたことは早くから指摘されていたにもかかわらず、当初は「ハッキングによる流出」と発表していた。
- 2006年3月　『ナイトオンライン』のイベント当選者26名に当選を通知するメールを送信する際、担当者がCCに26名のメールアドレスを書いて送信した。これにより26名分のメールアドレスが流出。氏名や住所などの情報は流出していないとしている。
- 2006年3月 『ドルアーガの塔』のオンラインゲーム化権を取得、オリジナル版開発元であるナムコの監修の元、『ドルアーガの塔 〜the Recovery of BABYLIM〜』の開発と2007年後半にサービスを開始すると発表。
- 2006年5月 「Master of Epic」が基本無料&アイテム課金方式で正式サービス開始。
- 2006年8月 GDHが発表した2006年の第1四半期の決算では、『ナイトオンライン』などのオンラインゲーム事業が好調で収益に貢献した。売上高は1億6200万円(464.7%増)となった。
- 2006年8月 GDHグループ事業戦略及び資本政策の見直しという名目でエヌ・アイ・エフSMBCベンチャーズ株式会社の運営するファンドに株式の16%を譲渡。(余談だがこのGDHのプレスリリースは代表取締役「内田康史」となっている)
- 2006年11月 人事異動で新しい役員体制となる。
- 2007年1月 「Master of Epic」のTVアニメーション放送開始。オープニングテーマは声優ユニットの「クローバー」。
- 2007年1月 韓国ENIUM社とゴンゾロッソオンライン間で、オンラインゲーム「MayPan(仮称)」の日本国内での運営ライセンス契約を締結。
- 2007年2月 オンラインゲーム事業の情報システム基盤強化を目的として、企業情報システム事業を手がける「TIS」との業務提携を発表。TISからシステム支援サービスの提供及び出資をうけることを決定。
- 2007年3月 情報セキュリティマネジメントシステムに関する国際規格「ISO/IEC27001：2005」の認証をオンラインゲーム業界初取得。
- 2007年3月 「ナイトオンライン」「Master of Epic」のサーバ機器を移設。
- 2007年3月 「ゴンゾロッソオンライン」とメディア系事業やコンテンツ制作系事業を手がける「Gクリエイターズ」が事業統合。

### ゴンゾロッソ時代
- 2007年3月 「ゴンゾロッソオンライン」から「ゴンゾロッソ」へ社名変更。
- 2007年6月 株主総会にて、役員選任。
- 2007年7月 韓国SONOV社とゴンゾロッソ間で、オンラインゲーム「シャイヤ」の日本国内での運営ライセンス契約を締結。
- 2007年8月 自社によるプロデュース、株式会社ヘッドロックが開発を手掛けるオリジナルMMORPG「パンドラサーガ」を発表。
- 2007年8月 オンラインゲーム「MayPan（仮称）」の正式タイトルが「メイフマスターズ」に決定。公式サイトをリニューアル。
- 2007年9月 オンラインゲーム「パンドラサーガ」と「ドルアーガの塔 〜the Recovery of BABYLIM〜」の公式サイトをオープン。
- 2007年11月 オンラインゲーム「シャイヤ Shaiya -Light and Darkness-」正式サービス開始。
- 2008年1月　オンラインゲーム「シャイヤ Shaiya -Light and Darkness-」メールマガジンの送信テスト中、誤って会員2960人に件名「CSVテスト」文面「テスト」のメールを送信。
- 2008年2月 オンラインゲーム「パンドラサーガ」正式サービス開始。
- 2008年4月 オンラインゲーム「ドルアーガの塔 〜the Recovery of BABYLIM〜」正式サービス開始。
- 2008年4月 Gamania Digital Entertainment Co., Ltd.と提携し「パンドラサーガ」を中国・台湾・香港等での展開を発表。
- 2008年7月 オンラインゲーム「RAN ONLINE」の国内運営ライセンスを取得。
- 2008年9月 会員限定の優待ラウンジ 『VIA ROSSO』を発表、ポイント移動や『たころぉんらいん』を始めとする限定ミニゲームなど、プレミアサービスを提供。
- 2008年9月 ゲーム・エキサイトから「アルティメット学園「乱」」の運営移管、「RAN ONLINE」として運営を開始。
- 2008年10月　オンラインゲーム「メイフマスターズ」プレオープンβテスト開始。
- 2009年3月31日　GDH（現：ゴンゾ）所有株式の全てを中小企業サービス機構に売却しグループ離脱。
- 2009年10月30日 中小企業サービス機構が保有する株式全てをアトラス（旧社）に譲渡し、同社の子会社となる。

### ロッソインデックス時代
- 2009年2月1日 「ゴンゾロッソ」から「ロッソインデックス」へ社名変更。（社名以外は特に変更なし）
- 2010年7月30日 『VIA ROSSO』のサービス終了。
- 2012年5月1日 すべてのオンラインゲームの配信事業・モバイル事業を、株式会社ウィローエンターテイメントへ譲渡
- 2013年7月31日 同日、株主総会の決議により解散

## 提供していたサービス
(2012年5月以降、これらのゲームは株式会社ウィローエンターテイメントにより運営されている)
- Master of Epic -The ResonanceAge Universe-
2006年2月にハドソンから運営移管。同年5月16日よりアイテム課金を開始。
- シャイヤ Shaiya ETERNITY
クローズドβテストを2007年10月に実施
2007年11月にオープンβテストを開始
2007年11月13日から正式サービス開始
- パンドラサーガ
2007年11月からクローズドβテストを順次実施
2008年2月16日からオープンβテストを開始
2008年2月21日から正式サービス開始
Gamania Digital Entertainment Co., Ltd.と提携し「パンドラサーガ」を中国・台湾・香港等で展開すると発表。
- ドルアーガの塔 〜the Recovery of BABYLIM〜
2007年12月にクローズドβテストを開始
2008年3月にオープンβテストを開始
2008年4月1日から正式サービスを開始
2008年4月よりTVアニメーションの放送を開始
- アルカディアサーガ
2009年12月より正式サービス開始

## 提供終了したサービス
- 「ゴンゾロッソ」として関与していたタイトル
ナイトオンライン - 2008年5月8日に契約満了にてエムゲームジャパンに運営移管
メイフマスターズ - 2009年7月10日を以てサービス終了
VIA ROSSO - 2010年7月31日を以てサービス終了（同サイト提供の各種ゲームも同時終了）

- 「ネットゲームセンター (NGC) プロジェクト」としてテラ・コーポレーションが関与していたと思われるタイトル
ヘルブレス - 2003年12月22日にサービス休止
ドラゴンラージャ  - 2003年12月22日にサービス休止。 2005年7月から株式会社KESPIが運営中。
チェティックス - 2003年12月22日にサービス休止
ファイナルゴルフ - 2003年12月22日にサービス休止
スージーキュー - 2003年12月22日にサービス休止
Gunbound - 2004年2月末にサービス休止
エポックオンライン - 2004年2月末にサービス休止
イナシアド - 2004年2月末にサービス休止
Icebreak - 2004年2月末にサービス休止
エンジェルオブサイレンス - 2002年12月に提供開始を予定するも開始できず
アルカルディアン - 2002年12月に提供開始を予定するも開始できず
AssultEX - 2002年12月に提供開始を予定するも開始できず
Cyber囲碁 - 後継サービスに移行
God of Fishing - 2004年2月末にサービス休止
Outpost - 2004年2月末にサービス休止
All of Racing - 2004年2月末にサービス休止

### 参考資料
- 「ネットゲームセンター(NGC)」プロジェクト ※Internet Archiveのミラー
- helback.exe (NGCの運営について) ※Internet Archiveのミラー
- Master of Epic - War Age Memo (ゲームサーバの検証と考察)
- INTERNET Watchの関連記事